# Chondropyga olliffiana
Chondropyga olliffiana är en skalbaggsart som beskrevs av Oliver Erichson Janson 1889. Chondropyga olliffiana ingår i släktet Chondropyga och familjen Cetoniidae. Inga underarter finns listade i Catalogue of Life.